# Jon Harmon Feldman
Jon Harmon Feldman (1967) è uno sceneggiatore, produttore televisivo e regista statunitense.
Ideatore delle serie televisive Tru Calling, Big Shots e No Ordinary Family, Jon Harmon Feldman è uno dei più significativi produttori e sceneggiatori di Hollywood. Tra le serie televisive da lui firmate ricordiamo, Dawson's Creek, Dirty Sexy Money, Blue Jeans, American Dreams e Roswell.
Nel 1997 esordisce alla regia con il film Lovelife, prodotto per il cinema indipendente e aggiudicatosi un Audiance Award.